# Restauración y Regeneración en Suiza
Los períodos de Restauración y Regeneración en la historia de Suiza duran desde 1814 hasta 1847, etapa donde Suiza fue conocida como la Confederación de los XXII Cantones. Por «Restauración» se refiere al período de 1814 a 1830, con la reinstauración del Ancien Régime (federalismo), revirtiendo los cambios impuestos por Napoleón Bonaparte en la centralista República Helvética a la partir de 1798 y la reversión parcial al antiguo sistema con la Acta de Mediación de 1803. La «Regeneración» corresponde al período de 1830 a 1848, cuando, tras la Revolución de Julio, el Ancien Régime «restaurado» fue contrarrestado por el movimiento liberal. En los cantones protestantes, la población rural hizo cumplir las constituciones cantonales liberales, en parte llevando a cabo marchas armadas en las ciudades. Esto resultó en una reacción conservadora por parte de los cantones católicos en la década de 1830, lo que llevó el conflicto al punto de una guerra civil en 1847. 

## Restauración

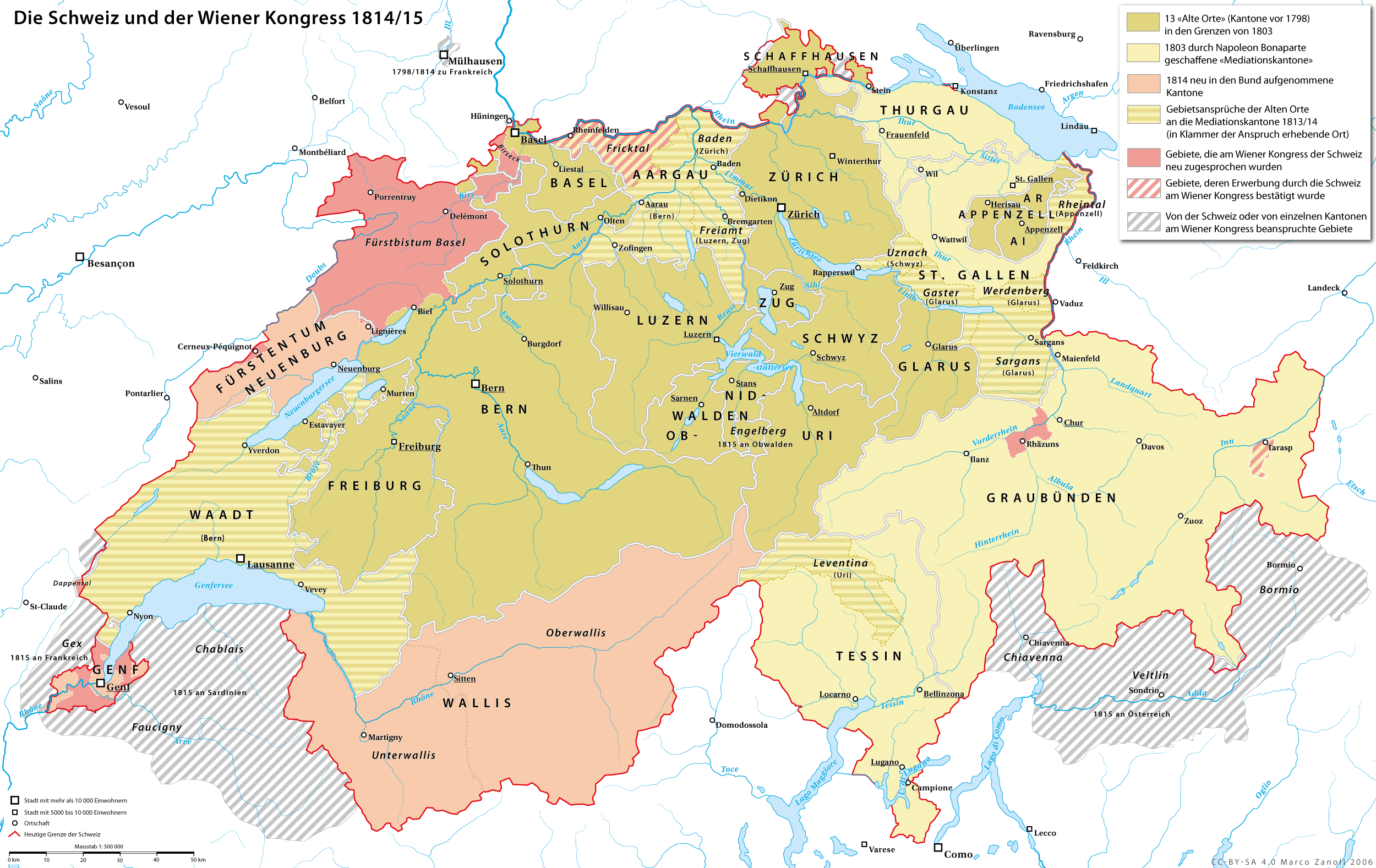
Reorganización y ampliación de Suiza durante el Congreso de Viena en 1814.

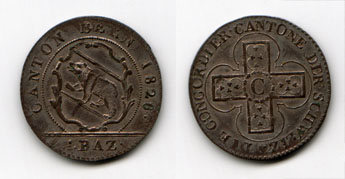
Konkordatsbatzen (con la cruz suiza en el reverso) acuñada en Berna (1826).

Cuando la caída de Napoleón parecía inminente, el Acta de Mediación se suspendió a fines de diciembre de 1813 y se iniciaron largas discusiones sobre las futuras constituciones en todos los cantones de Suiza. 
El Tagsatzung (la reunión de representantes de los diecinueve cantones) que tuvo lugar entre el 6 de abril de 1814 y el 31 de agosto de 1815, conocida como la "Dieta Larga", se reunió en Zúrich para reemplazar la constitución. La Dieta permaneció estancada hasta el 12 de septiembre, cuando Valais, Neuchâtel y Ginebra pasaron a ser miembros de pleno derecho de la Confederación. Esto aumentó el número de cantones a 22. La Dieta, sin embargo, avanzó poco hasta el Congreso de Viena.

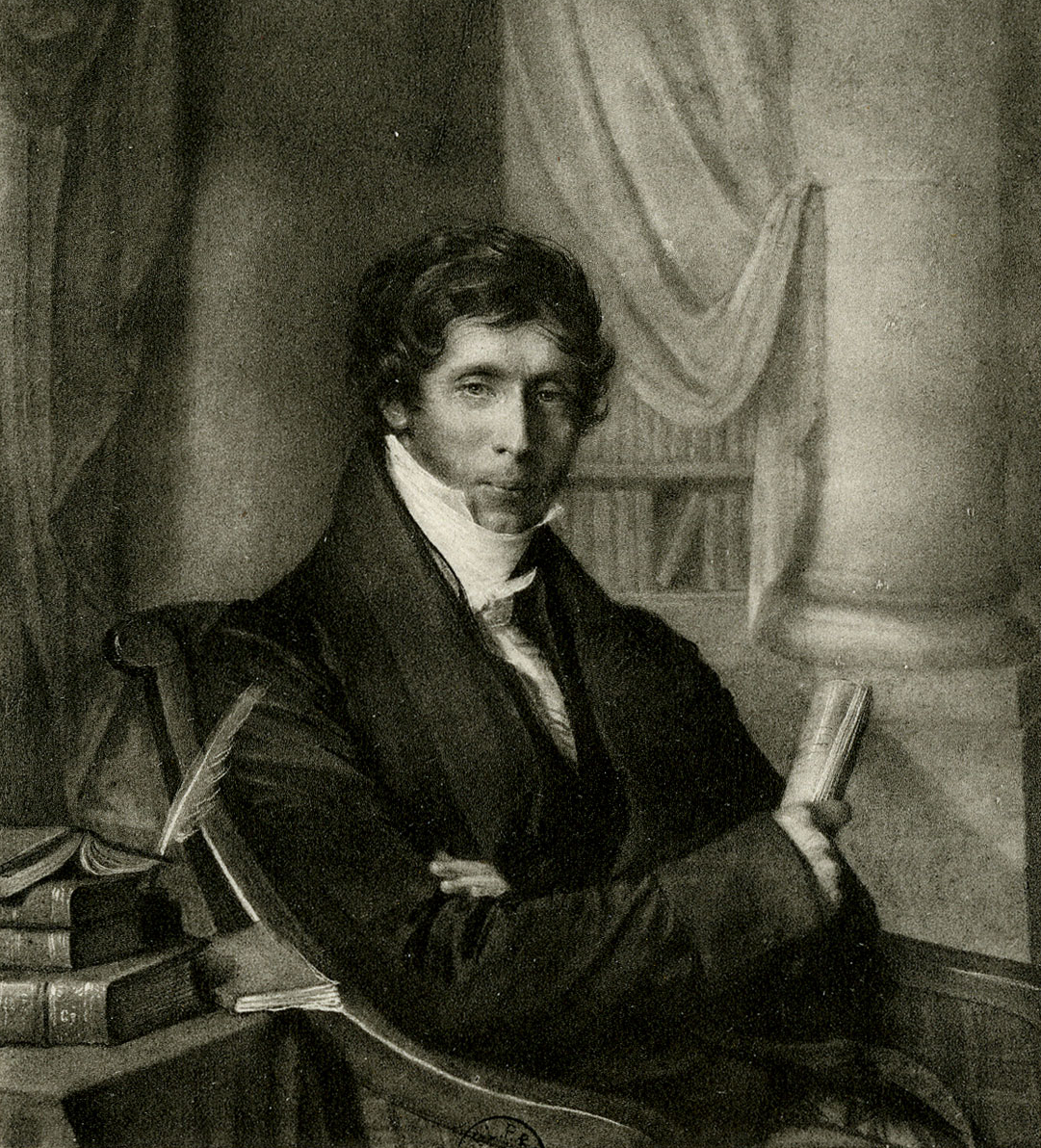
Charles Pictet de Rochemont.

En el Congreso de Viena (del 18 de septiembre de 1814 al 9 de junio de 1815), Suiza estuvo representada por una delegación de tres políticos conservadores, Hans von Reinhard, Johann Heinrich Wieland y Johann von Montenach, además de varios cabilderos no oficiales que intentaban influir en la reorganización, como Frédéric-César de La Harpe, quien, con el apoyo de su antiguo alumno, el emperador Alejandro I de Rusia, hizo campaña por la independencia de Vaud de Berna; aunque, por otro lado, de La Harpe se opuso a la creación de un Estado federal en contraposición a una república suiza unida. Además, De La Harpe y su amigo Henri Monod presionaron al emperador Alejandro, quien a su vez persuadió a las otras potencias aliadas que se oponían a Napoleón para que reconocieran la independencia de Vaudois y Argovia, a pesar de los intentos de Berna de reclamarlos como tierras sometidas.
La delegación oficial tenía la misión de asegurar el reconocimiento de la neutralidad suiza, pero sus esfuerzos se vieron obstaculizados por una complicada trama de rivalidades cantonales y agendas divergentes, que desalentaron el interés de las grandes potencias europeas en los asuntos suizos. El 20 de marzo, el Congreso finalizó una declaración sobre el futuro estatuto de Suiza, incluido el reconocimiento del territorio de los 19 cantones del Acta de Mediación (incluida la compensación financiera para los cantones que habían perdido territorio por los recién formados) y el reconocimiento de Valais, Neuchâtel y Ginebra como parte de Suiza, mientras que Valtelina, Chiavenna y Bormio se separaron de los Grisones y se hicieron parte del Reino de Lombardía-Venecia. 
El reconocimiento de la neutralidad suiza quedó en la nada, y el 20 de mayo, después del regreso de Napoleón de Elba, el Tagsatzung suizo cedió a la presión aliada y declaró la guerra a Francia, permitiendo el paso de tropas aliadas a través del territorio suizo, en el marco de las campañas menores de 1815. Las tropas suizas al mando del general Niklaus Franz von Bachmann avanzaron hacia el Franco Condado sin órdenes de la dieta, pero se les ordenó regresar. El fuerte francés de Huningue, cerca de Basilea, fue sitiado por las tropas austríacas y suizas y se rindió el 28 de agosto. Los suizos estaban particularmente ansiosos por sitiar esta fortaleza después de que su comandante, el general Joseph Barbanègre, abriera fuego contra la ciudad de Basilea. 
El Tratado de París del 20 de noviembre incluía una compensación económica para Suiza además de la adquisición de una pequeña ganancia territorial, conectando el cantón de Ginebra (antes un enclave) con Vaud. Lo más significativo es que el tratado incluía el reconocimiento de la neutralidad suiza permanente por parte de todas las potencias europeas. 
Las constituciones cantonales se elaboraron de forma independiente a partir de 1814, restaurando en general las condiciones feudales tardías de los siglos XVII y XVIII. El Tagsatzung fue reorganizado por el Pacto Federal (Bundesvertrag) del 7 de agosto de 1815. 
El Tagsatzung reintrodujo la antigua bandera que consistía en una cruz blanca sobre un campo rojo, usándola como sello y escudo de armas de la confederación.

## Fin de la Restauración

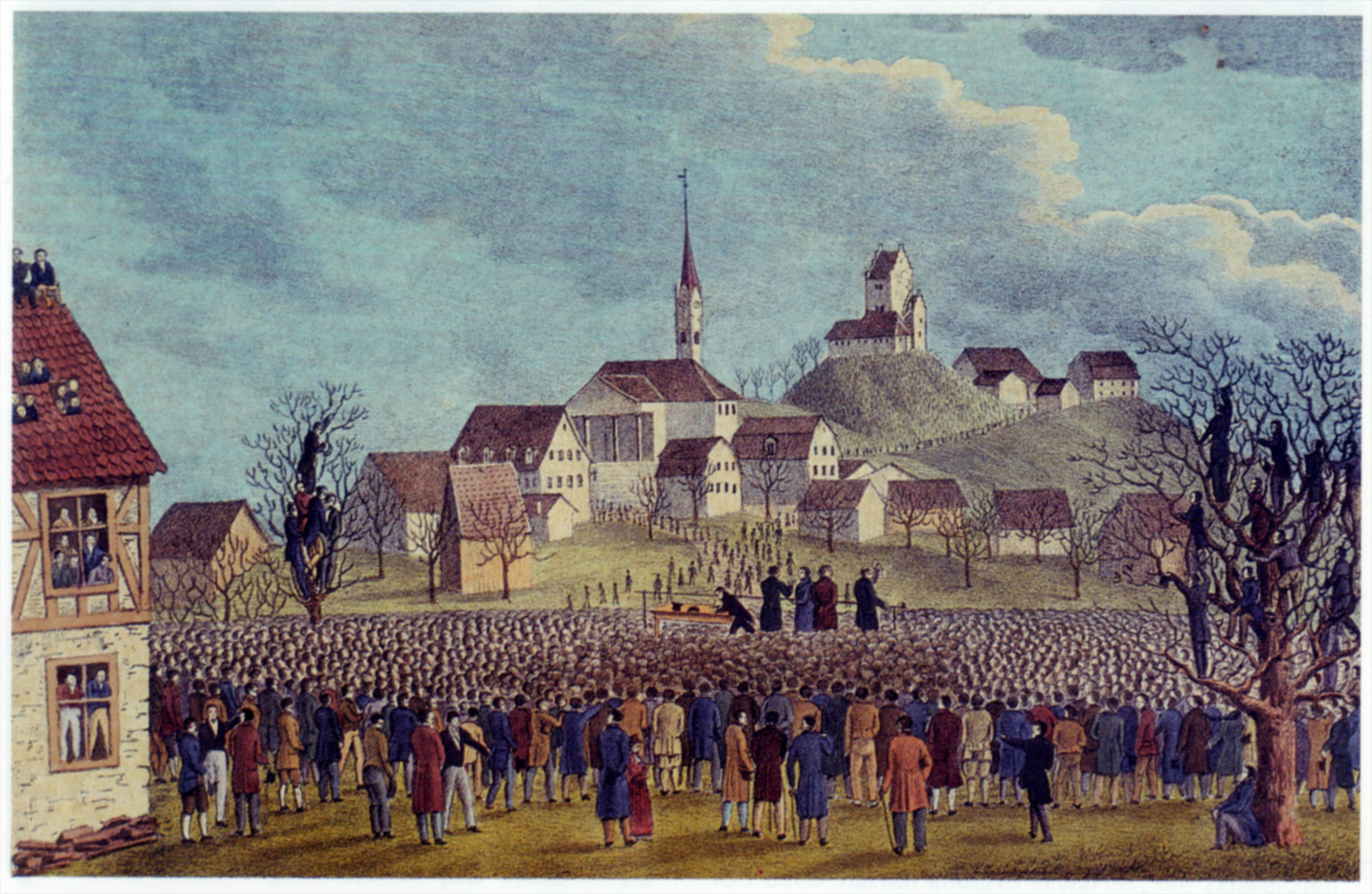
El Ustertag se reúne cerca de Zúrich el 22 de noviembre de 1830.

Después de la Revolución de Julio francesa de 1830, se llevaron a cabo una serie de grandes asambleas pidiendo nuevas constituciones cantonales. Como cada cantón tenía su propia constitución, las asambleas de cada cantón abordaron diferentes aspectos específicos, pero todas tenían dos problemas principales. Primero, pidieron un ajuste pacífico de las constituciones para modificar e igualar la forma en que se asignan los escaños en las legislaturas locales y el Tagsatzung. En particular, objetaron lo que vieron como una representación excesiva de la capital cantonal en el gobierno. En segundo lugar, buscaron una forma de enmendar la constitución. Muy pocos cantones tenían siquiera una forma de enmendar o modificar las constituciones, y ninguno de ellos permitió que se agregaran iniciativas ciudadanas. 
La primera asamblea se celebró cerca de Weinfelden, en Thurgau, en octubre y noviembre de 1830. Estas fueron seguidas en noviembre por reuniones en Wohlenschwil, Argovia, luego en Sursee, Lucerna, y finalizadas con el Ustertag cerca de Uster, en Zúrich. En diciembre hubo tres asambleas en el cantón de San Galo en Wattwil, Altstätten y Sankt Gallenkappel, así como en Balsthal en Soleura . La asamblea final se celebró en Münsingen, Berna, en enero de 1831. 
Los discursos y artículos que informan sobre las asambleas se distribuyeron ampliamente y se hicieron muy populares. En general, la multitud se portaba bien y era ordenada. Por ejemplo, en Wohlenschwil se informó que se reunieron «en una actitud inesperadamente tranquila, con decencia y perfecto orden.» Incluso en Argovia y San Galo, donde la multitud marchó por las calles de los pueblos de Aarau (Freiämtersturm) y San Galo, finalizaron de forma pacífica. Después de las asambleas y marchas, los gobiernos cantonales rápidamente cedieron a las demandas de las asambleas y enmendaron sus constituciones. 

## Regeneración

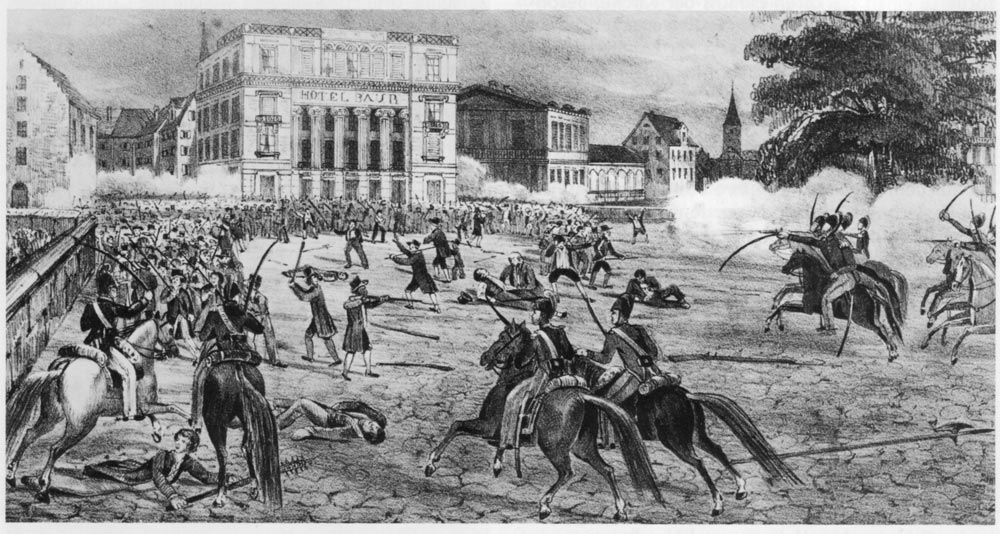
El Züriputsch: enfrentamientos en la plaza Paradeplatz de Zúrich.

Al "restaurar" el orden anterior a Napoleón, el patriciado y las ciudades libres recuperaron gran parte de su antiguo poder, en detrimento de la población rural, lo que provocó rebeliones y conflictos violentos como el Züriputsch de 1839. Sin embargo, se conservaron algunos logros republicanos, como la abolición de los territorios sujetos, la preservación de Argovia y Turgovia como cantones independientes y la garantía de los mismos derechos políticos de todos los ciudadanos varones de un cantón. En Basilea, el conflicto resultó en la división de Basilea-Ciudad y Basilea-Campiña en 1833. Del mismo modo, el cantón de Ausserschwyz se separó temporalmente del cantón de Schwyz en 1831, pero volvería a unirse al mismo en 1833, después de la redacción de una constitución igualitaria. Desde 1830 las fuerzas democráticas habían ido en ascenso. El Partido Radical Democrático de Suiza encarnó estas fuerzas democráticas. Las demandas de una nueva constitución federal con una relación más estrecha entre los distintos cantones y derechos para los ciudadanos individuales surgieron del Partido Radical de Suiza y de grupos liberales como el grupo que se autodenominó la jeune Suisse (Joven Suiza). De hecho, el Partido Radical había formado el grupo llamado Joven Suiza en primer lugar con la intención de despertar el apoyo liberal para estas ideas en todos los cantones de Suiza.
Las demandas centrales de los grupos liberales como la Joven Suiza fueron la abolición de la censura, la separación de la iglesia y el estado, la soberanía popular y la democracia representativa. También se incluyeron demandas de un sistema uniforme de acuñación. Estas reformas, especialmente las reformas económicas, fortalecerían el comercio, la industria y la banca en Suiza. Sin embargo, las reformas monetarias fueron las reformas a las que más se opusieron. La oposición a estas demandas económicas se envolvió en retórica religiosa. Los jesuitas atacaron a los miembros del Partido Radical y de la Joven Suiza por ser infieles a la fe. En este conflicto político, el Partido Conservador de derecha que representaba al patriciado se enfrentó al "Partido Radical" de izquierda de "libre pensamiento", el predecesor del actual Partido Radical Democrático Suizo. Cuando los radicales subieron al poder durante la década de 1830, impusieron restricciones contra la Iglesia católica en Argovia en 1841. Lucerna, en represalia, volvió a admitir a los jesuitas como maestros en las escuelas cantonales. Provocados por esta (la "cuestión jesuita"), los radicales invadieron armados el cantón, el Freischarenz de 1844 y 1845, dirigidos por Wilhelm Snell, y los posteriores consejeros federales Ulrich Ochsenbein y Jakob Stämpfli. También participó Gottfried Keller, aunque nunca llegó a entrar en combate. La invasión de 1845 terminó en un desastre para los Freischärler, con 35 de ellos muertos. El lado radical volvió a recurrir a los medios políticos y los jesuitas fueron nuevamente expulsados por decreto del Tagsatzung federal el 3 de septiembre de 1847 (un decreto derogado en 1973). 
La creación del Sonderbund católico de 1845 fue una reacción al Freischarenzüge. Debido a su violación de los tratados intercantonales, se levantó un ejército confederado. Las fuerzas confederadas invadieron el territorio del Sonderbund en noviembre de 1847, iniciando la guerra del Sonderbund, que gracias a la inteligente campaña del general Guillaume-Henri Dufour resultó en menos de un centenar de bajas en ambos bandos. 
Después del cese de las hostilidades, con el lado católico en desventaja, la primera Constitución Federal de 1848 formó a la actual Suiza.